# Оманська затока
Ома́нська зато́ка (араб. خليج عمان — Khalīj ‘Umān, перс. دریای عمان — Daryâ-ye ‘Omân) — затока, що сполучає Аравійське море, через Ормузьку протоку, з Перською затокою.

## Географія
- Довжина 450 км.
- Ширина — до 330 км.
- Найбільша глибина — 3694 метри.

Північне узбережжя затоки належить Ірану та Пакистану, південне — Оману (на сході) і Об'єднаним Арабським Еміратам (на заході).

### Порти
- Порт султан Кабус[en], Матрах[en], Оман
- Фуджайра[en], Ель-Фуджайра, Хор-Факкан, ОАЕ
- Чехбехар[en], Порт Чехбехар[en]

### Межі
Міжнародна гідрографічна організація визначає межі Оманської затоки таким чином:
- На північному заході: лінія, що з'єднує Rās Limah (25° 57' пн. ш.) на узбережжі Аравії та Rās al Kuh (25° 48' пн. ш.) на узбережжі Ірану.
- На південному сході: північна межа Аравійського моря — лінія, що з'єднує Rās al Hadd, східну точку Аравії (22° 32' пн. ш.) і Дживані (61° 43' пн. ш.) на узбережжі Пакистану.

## Клімат
Уся акваторія затоки лежить у тропічному кліматичному поясі. Увесь рік над нею панують тропічні повітряні маси. Це жарка посушлива зона з великими добовими амплітудами температури повітря. Сезонний хід температури повітря чітко відстежується. Переважають пасатні вітри. У теплий сезон утворюються тропічні циклони.

## Біологія
Акваторія затоки утворює окремий морський екорегіон Оманської затоки західної індо-тихоокеанської зоогеографічної провінції. У зоогеографічному відношенні донна фауна континентального шельфу й острівних мілин до глибини 200 м належить до індо-західнопацифічної області тропічної зони.